# Jackson, a vadállat
A Jackson, a vadállat (eredeti cím: Action Jackson) 1988-ban bemutatott amerikai akciófilm, melynek elsőfilmes rendezője Craig R. Baxley, zenéjét Herbie Hancock és Michael Kamen szerezte. A főbb szerepekben Carl Weathers, Craig T. Nelson, Vanity és Sharon Stone látható.
Az Amerikai Egyesült Államokban 1988. február 12-én mutatták be a Lorimar Film Entertainment forgalmazásában. Bár bevételi szempontból jól teljesített, lesújtó kritikákat kapott, Vanityt Arany Málnára jelölték a legrosszabb női főszereplő kategóriában.

## Cselekmény
Jericho Jackson, becenevén „Akció/Szívatós” a detroiti rendőrség őrmestere. Egykor ünnepelt hadnagy volt, de két évvel korábban lefokozták, amiért erőszakosan lépett fel egy sikeres üzletember, Peter Anthony Dellaplane bűnöző fiával szemben. A fiaskó nem csupán karrierjében vetette vissza, de házasságát is tönkretette és a helyiek által korábban hősként tisztelt rendőr hírnevén is csorbát ejtett. Ismét nyomozásba kezd Dellaplane után és felfedez egy gyilkosságsorozatot, melynek áldozatai az üzletember cégeihez köthető szakszervezetek tagjai. Rájön, hogy a hataloméhes Dellaplane a háttérből kívánja mozgatni a szálakat. Ehhez „Láthatatlanoknak” nevezett bérgyilkos csapatával likvidálja az együttműködni nem akaró szakszervezeti vezetőket.
Sydney Ash énekesnő, Dellaplane heroinfüggő kitartott szeretője segít Jacksonnak a nyomozásban. A rendőrt megvádolják az üzletember feleségének megölésével (akit saját férje gyilkolt meg, mert rájött annak terveire és Jacksonhoz fordult). Jackson egy barátjánál, a hoteltulajdonos egykori bokszoló Kid Sable házában rejtőzik el és egy Dee nevű besúgó/fodrásznő látja el hasznos információkkal. Jackson és Sidney csapdát állít Dellaplane egyik szakszervezetis emberének, de a Láthatatlanok már tudtak a tervükről és rajtuk ütnek. Dellaplane elárulja tervét a megkötözött Jacksonnak: egyik emberével eljátszatja Jackson szerepét, megöletve a következő célszemélyt, majd a valódi nyomozó összeégett holttestével tereli a gyanút Jacksonra. Az üzletember zsoldosai elevenen akarják megégetni Jacksont, de ő Sidney testőrének, a váratlanul közbeavatkozó "Big" Eddnek a segítségével kiszabadul és végez velük.
Jackson eljut Dellaplane házához, ahol épp születésnapi kertipartit rendeznek Dellaplane következő áldozatának. Jackson végez a Láthatatlanok többi tagjával, melyben régi társa, Kotterwell nyomozó és egy Kid Sable által jó útra térített fiatal tolvaj, Albert segít neki. Dellaplane túszul ejti és a házába hurcolja Sydneyt. Jackson egy ellopott autóval betör az épületbe, végez az üzletember testőrével, Cartierrel, ezt követően a harcművészetekben jártas Dellaplane egy pusztaküzdelemre hívja ki a nyomozót. Bár eleinte az felülkerekedik rajta, végül Jackson megveri ellenfelét, de ő fegyvert ránt rá. Jackson agyonlövi, de maga is lövést kap. 
Az erősítéssel a helyszínre kiérkező Armbruster százados hadnagynak szólítja Jacksont, utalva annak előléptetésére. Sydney úgy dönt, abbahagyja a drogozást és megcsókolják egymást Jacksonnal.

## Szereplők
| Szerep                                        | Színész               | Magyar hang            | Magyar hang       |
| Szerep                                        | Színész               | 1. szinkron            | 2. szinkron       |
| --------------------------------------------- | --------------------- | ---------------------- | ----------------- |
| Jericho „Akció” („Szívatós”) Jackson őrmester | Carl Weathers         | Sörös Sándor           | Vass Gábor        |
| Peter Anthony Dellaplane                      | Craig T. Nelson       | Koroknay Géza          | Barbinek Péter    |
| Sydney Ash                                    | Vanity                | Vándor Éva             | Farkasinszky Edit |
| Patrice Dellaplane                            | Sharon Stone          | Csere Ágnes            | Söptei Andrea     |
| Earl Armbruster százados                      | Bill Duke             | Kránitz Lajos          | Uri István        |
| Tony Moretti                                  | Robert Davi           | Sinkovits-Vitay András | Orosz István      |
| Kotterwell nyomozó                            | Jack Thibeau          | Cs. Németh Lajos       | Balázsi Gyula     |
| Dee                                           | Armelia McQueen       | Némedi Mari            | Némedi Mari       |
| Albert Smith                                  | Stan Foster           | Bognár Zsolt           | Bartucz Attila    |
| Lack rendőr                                   | Roger Aaron Brown     | Németh Gábor           | Csuja Imre        |
| Kornblau rendőr                               | Thomas F. Wilson      | Győri Péter            | Bor Zoltán        |
| "Kid" Sable                                   | Chino 'Fats' Williams | Szabó Ottó             |                   |
| Edd                                           | Prince A. Hughes      | Hankó Attila           | Varga Tamás       |
| Clovis                                        | De'voreaux White      | Szokol Péter           | Breyer Zoltán     |
| Thaw                                          | David Glen Eisley     |                        |                   |
| Cartier                                       | Nicholas Worth        | Hankó Attila           |                   |
| Frank Stringer                                | Ed O'Ross             | Both András            | Várkonyi András   |
| Liz Massetori                                 | Mary Ellen Trainor    |                        |                   |
| Lionel Grantham                               | Michael McManus       | Botár Endre            | Faragó József     |
| Mr. Quick                                     | Sonny Landham         | Zágoni Zsolt           | Breyer Zoltán     |
| Dellaplane sofőrje                            | Al Leong              |                        |                   |

## Fordítás
- Ez a szócikk részben vagy egészben  az   Action Jackson (1988 film) című angol Wikipédia-szócikk ezen változatának fordításán alapul.  Az eredeti cikk szerkesztőit annak laptörténete sorolja fel. Ez a jelzés csupán a megfogalmazás eredetét és a szerzői jogokat jelzi, nem szolgál a cikkben szereplő információk forrásmegjelöléseként.